# Episodes (Fachzeitschrift)
Episodes ist eine vierteljährlich erscheinende, englischsprachige Fachzeitschrift mit Schwerpunkt im Gebiet der Geowissenschaften.

## Publikation
Episodes wird mittlerweile in Indien in enger Zusammenarbeit mit der Geological Society of India publiziert und wurde erstmals im März 1978 veröffentlicht. Als Herausgeber fungiert die International Union of Geological Sciences (IUGS).

## Zielsetzung
Episodes hat auf dem Gebiet der Geowissenschaften als Zielsetzung die Veröffentlichung neuer Entwicklungen und Forschungsergebnisse von regionaler und globaler Bedeutung. Die Fachzeitschrift erreicht Wissenschaftler in über 150 Ländern.

## Inhaltsangaben und Indizierung
Abstracts und Indexe von Episodes erscheinen in folgenden Publikationen:
- Chemical Abstracts
- Coal Abstracts
- Energy Research Abstracts
- Excerpta Medica
- Geological Abstracts
- Geoarchives
- Georef
- Petroleum Abstracts
- Science Citation Index (SCI)
- Standard Periodical Directory
- Ulrich’s International Periodicals Directory